# Jean-Philippe Rohr
Jean-Philippe Rohr (født 23. december 1961 i Metz) er en fransk tidligere fodboldspiller, der spillede på midtbanen.

## Fodboldkarriere
Rohr spillede på klubplan FC Metz 1977-1985, hvorpå han skiftede til OGC Nice for én sæson, fulgt af to sæsoner i AS Monaco, inden han sluttede sin karriere med yderligere tre sæsoner i Nice. Med Monaco blev han i 1988 fransk mester, mens han med Metz vandt pokalturneringen Coupe de France i 1984.
Rohr kom med på OL-holdet, der deltog i OL 1984 i Los Angeles. Det var første gang, det var tilladt at stille med professionelle spillere, når blot de ikke havde spillet VM-kampe. Turneringen var derudover præget at den sovjetisk-ledede boykot af legene, der betød, at alle medaljevinderne fra OL 1980 i Moskva ikke deltog. Frankrig vandt sin indledende pulje, og i kvartfinalen besejrede franskmændene Egypten, mens det i semifinalen gik ud over Jugoslavien efter forlænget spilletid. Finalen blev en kamp mellem Frankrig og Brasilien, og den endte med 2-0 til Frankrig, der dermed fik guld, mens sølvet gik til Brasilien og bronzen til Jugoslavien. Rohr spillede ikke den første kamp, men fik derpå spilletid i resten af holdets kampe. Han fik senere, i 1987, en enkelt kamp på A-landsholdet.

## Titler
Ligue 1
- 1988 med AS Monaco

Coupe de France
- 1984 med FC Metz

OL
- 1984 med Frankrig